# Elif Turan
Elif Turan (* 1984 in İzmir) ist eine türkische Musikerin und Popsängerin.

## Leben und Karriere
Elif Turan ist nach einem Musikstudium an der Bilgi Universitesi İstanbul eine ausgebildete Jazzmusikerin. Ihren kommerziellen Durchbruch erreichte sie jedoch mit Stücken, die als Elektro Bakkal (Elektro Laden) vermarktet wurden. 
Ihr erstes Album Çık Aradan erschien 2007 bei Erol Köse und entstand in Zusammenarbeit mit Serdar Ortaç. Seither tritt sie mit dem Elif Turan Quartet wieder als Jazzmusikerin in Erscheinung.

## Diskografie

### Alben
- 2007: Çık Aradan
- 2014: Can Kenarı

### Singles
- 2007: Büyüt İstersen
- 2007: Seni Kalbimden Atmak Mı?
- 2007: Kal Dudağımda Lütfen
- 2014: Aç Kapıyı Gir İçeri
- 2014: İstanbul
- 2023: İyi Değilim

Quelle: